# Paracentrobia lutea
Paracentrobia lutea är en stekelart som först beskrevs av David Timmins Fullaway 1914. 
Paracentrobia lutea ingår i släktet Paracentrobia och familjen hårstrimsteklar. Inga underarter finns listade i Catalogue of Life.